# Spelstinamedaljen
Spelstinamedaljen är ett musikpris som delas ut till kvinnliga spelmän sedan 2004. Priset är uppkallet efter spelmannen Anna-Kajsa Norman.

## Pristagare
- 2004 – Nelly Östlund, Dalarna[1]
- 2005 – Barbro Pettersson, Gästrikland[1]
- 2006 – Åsa Andersson, Gästrikland[1]
- 2007 – Carina Normansson, Västmanland[1]
- 2008 – Kaisa Abrahamsson, Hälsingland[1]
- 2009 – Lisa Rydberg, Uppland[1]
- 2010 – Jeanette Evansson, Uppland[1]
- 2014 – Tuva Modéer, Gästrikland[1]
- 2015 – Sonia Sahlström, Uppland[1]
- 2016 – Täpp Ida Almlöf, Dalarna[1]
- 2017 – Samantha Ohlanders[2]
- 2018 – Josefina Paulson[3]
- 2020 – Erika Lindgren Liljenstolpe[4]